# Adele Goodman Clark
Adele Goodman Clark (27 de setembro de 1882 - 4 de junho de 1983) foi uma artista e sufragista americana.

## Início da vida
Clark nasceu em 1882 em Montgomery, Alabama, filho de Robert Clark, um trabalhador ferroviário originário de Belfast, e Estelle Goodman Clark, uma professora de música judia originária de Nova Orleans.
A família morava em New Orleans, Louisiana e Pass Christian, Mississippi, antes de se mudar para Richmond, Virginia, em 1894. Clark frequentou a Virginia Randolph Ellett School e, aos 19 anos, trabalhou como estenógrafo para financiar aulas de arte no Art Club de Richmond. Em 1906, ela foi para a Escola de Arte de Nova York com uma bolsa de estudos, estudando com artistas como Robert Henri, William Merritt Chase e Kenneth Hayes Miller.

## Ativismo
A carreira de ativista de Clark começou em 1909, quando ela e 18 outras mulheres, incluindo Nora Houston, Ellen Glasgow, Lila Meade Valentine, Kate Waller Barrett e Mary Johnston, fundaram a Equal Suffrage League of Virginia; ela serviu como sua secretária por um ano e também como presidente de comitê e chefe do lobby do grupo na Assembleia Geral da Virgínia. Em 1910, ela foi delegada na convenção da National American Woman Suffrage Association em Washington, DC Clark e Nora Houston também estabeleceram seus cavaletes na esquina da Fifth and Broad Streets no centro de Richmond para compartilhar sua "rua esboços de canto "- desenhos em rolos de papel que ilustravam sua oratória. “Muita gente fez discursos, mas éramos os únicos a esboçar, e isso realmente atraiu multidões”, lembra Clark certa vez. Durante suas conversas com giz, Clark e Houston falaram sobre o sufrágio feminino e distribuíram folhetos para as pessoas que se aproximavam.

## Vida pessoal
Ela conheceu a colega artista Nora Houston na Art School of Richmond, onde ela já havia feito aulas com Lillie Logan e onde lecionou após retornar à Virgínia. Houston se tornou parceira vitalícia de Clark até sua morte em 1942. Logo depois que Nora Houston morreu em 1942, o primo de Clark, Willoughby Ions, também um artista, foi morar com Clark na casa da Chamberlayne Avenue que ela dividia com Houston.
Clark, um episcopal, converteu-se ao catolicismo romano, a religião de Houston, em 21 de novembro de 1942. Clark presidiu o Conselho Diocesano do Comitê Legislativo das Mulheres Católicas de Ela continuou a falar abertamente sobre questões políticas, opondo-se à Emenda sobre a Igualdade de Direitos na convicção de que era desnecessária.
Clark morreu em uma comunidade de aposentados em Richmond, Virginia em 4 de junho de 1983, aos 100 anos.